# Чуйкина, Светлана Владимировна
Светлана Владимировна Чуйкина (род. 1 мая 1975, Остров, Псковская область, РСФСР, СССР) — российская актриса театра и кино.

## Биография
Светлана Чуйкина родилась 1 мая 1975 года в городе Остров Псковской области в семье военного. Среднюю школу окончила в Волгограде. В 1992 году поступила на театральный факультет Саратовской государственной консерватории имени Л. Собинова, педагог — Александр Галко. В 1997 году с красным дипломом окончила обучение и была приглашена в труппу Саратовского академического театра драмы, где проработала два сезона. В этот период была занята в нескольких спектаклях, в том числе и в главных ролях.
С 1999 года живёт и работает в Москве, снимается в кино.

## Личная жизнь
Светлана Чуйкина замужем. Муж — Вадим Быркин, сын Никита. Приёмный сын — Кирилл.

## Призы и награды
- 2024 — Приз «Лучшая женская роль» на ХХVIII минском кинофестивале «Листапад» — за исполнение главной роли в фильме «Плакать нельзя»[2][3]

## Творчество

### Роли в театре

#### Саратовский драматический театр
- «Вишнёвый сад» А. П. Чехова — Дуняша
- «Платонов» А. П. Чехова — Марья Грекова
- «Медведь» А. П. Чехова — Попова
- «Живой портрет» А. Моретто — Донья Анна
- «Безумие любви» С.Шепарда. Режиссёр: Александр Галко — Мэй
- «Антигона» Жан Ануй — Антигона

### Фильмография
- 2001 — Нина — Нина Силакова
- 2002 — Бригада — Людмила, секретарша Лапшина / Белова (4—5, 8, 10, 14, 15 серии)
- 2005 — Охота на изюбря — Томка, любовница Заславского
- 2005 — Лола и Маркиз — Лола
- 2005 — Парижская любовь Кости Гуманкова — Алла
- 2007 — На пути к сердцу — Елена Родионова
- 2007 — Громовы. Дом надежды — Галя
- 2007 — Снежный ангел — Валентина
- 2007 — Вальс на прощание — Катя
- 2008 — 2009 — Я — телохранитель — Лариса Сергеевна Сенчина, сестра Славика
- 2008 — Клоуны — Эля
- 2008 — Я не я — Елена (незнакомка в Сочи)
- 2009 — Исчезнувшие — Фрося, девушка, укрывшая Сыромягина
- 2010 — Ярослав — Райда
- 2011 — Превратности любви — Ирина
- 2011 — Не кончается синее море — Нина
- 2011 — Случайный свидетель — Фрида Маревич
- 2011 — Жених — Инна
- 2011 — Новое платье Королёвой — Вера
- 2013 — Дельта — Мария Гольцова
- 2013 — Сокровища О.К. — Любасик
- 2014 — День дурака — Ольга Махова, жена мэра
- 2014 — Московская борзая — Маргарита Широкова
- 2016 — Шелест — Наталья Шатрова
- 2016 — Макаровы — Ольга
- 2016 — Анна-детективъ — Фомина, мать Егора
- 2019 — Аудиенция — Бобо Макдональд, няня Елизаветы
- 2019 — Балканский рубеж — Марта, врач, помощница Штерна
- 2019 — Остров обречённых — Людмила Мизина
- 2022 — Плакать нельзя — Татьяна Ольсен
- 2022 — Ты моя мама? — Елена Петрова
- 2022 — Сирийская соната — Ирина
- 2025 — Красный шёлк — Гром, начальница поезда